# Johan Nygaardsvold
Johan Nygaardsvold (phát âm tiếng Na Uy: [nyːɡoːrsvɔl], 6 tháng 9 năm 1879 - 13 tháng 3 năm 1952) là một chính trị gia Na Uy từ Đảng Lao động. Ông là Thủ tướng Na Uy từ năm 1935 đến năm 1945 (từ năm 1940 đến năm 1945 lưu vong ở Luân Đôn), là người đứng đầu nội các Nygaardsvold.

## Sự nghiệp chính trị
Nygaardsvold sinh ra ở Hommelvik, trung tâm chính của thành phố Malvik thuộc quận Sør-Trøndelag cho người nông dân và vợ ông. Cha của ông là thành viên sáng lập của hiệp hội lao động đầu tiên trong khu vực, và Johan đã làm công việc đầu tiên của ông là một công nhân làm xưởng gỗ xẻ khi ông 12 tuổi.